# ساو سيباستياو دو مارانهاو
ساو سيباستياو دو مارانهاو بلدية في ولاية ميناس جيرايس في المنطقة الجنوبية الشرقية من البرازيل.